# Jan Zasadil
Jan Zasadil (* 10. srpna 1957 České Budějovice) je jihočeský lesník a komunální politik. Byl dlouholetým předsedou okresního výboru KDU-ČSL okresu České Budějovice a do roku 2010 byl ředitelem lesní správy Hluboká nad Vltavou. V současnosti působí v lesní správě při Biskupství českobudějovickém. Ve volbách 2010 kandidoval do Senátu za KDU-ČSL ve senátním obvodu č. 10 - Český Krumlov. V roce 2012 byl v Jihočeském kraji zvolen do krajského zastupitelstva rovněž za KDU-ČSL a jedno volební období působil jako krajský zastupitel. V roce 2014 byl zvolen zastupitelem a působil jako radní městyse Dolní Bukovsko. Je rytířem mezinárodního i českého Řádu sv. Huberta.

## Životopis
Narodil se roku 1957 v Českých Budějovicích. Vyrůstal ve vesnici Hvozdno nedaleko Dolního Bukovska jako syn zdejšího rolníka. Po znárodnění otcova statku byla rodina Zasadilů vystěhována na periferii Českých Budějovic. Do Hvozdna se vrátila za několik let na statek rodičů jeho matky. Vychodil základní školu v Dolním Bukovsku. Jeden rok strávil na Lesnickém odborném učilišti v Bechyni a v roce 1977 odmaturoval na Střední lesnické technické škole v Písku (dnes Vyšší odborná škola lesnická a Střední lesnická škola Bedřicha Schwarzenberga Písek). Vystudoval Lesnickou fakultu Vysoké školy zemědělské v Brně a roku 1982 nastoupil k Lesnímu závodu Český Krumlov. Pracoval v různých funkcích na lesních správách Chvalšiny, Nový Dvůr a Vltava. Po vzniku státního podniku Lesy České republiky působil jako zástupce lesního správce v Českém Krumlově a od roku 1996 jako lesní správce tamtéž. Roku 2001 byl jmenován lesním správcem v Hluboké nad Vltavou, kde působil do léta 2010. Dále působil jako odborný lesní hospodář Biskupství českobudějovického a od jejich založení roku 2014 je členem dozorčí rady Jihočeských katolických lesů, s.r.o. a odborný lesní hospodář tamtéž.

## Politická činnost
Před rokem 1989 se politicky neangažoval. Je členem KDU-ČSL od r. 1990. Působil jako předseda okresního výboru KDU-ČSL Český Krumlov a místopředseda krajského výboru KDU-ČSL České Budějovice. Byl dlouholetým předsedou okresního výboru KDU-ČSL České Budějovice, členem celostátního výboru a celostátní konference KDU-ČSL. Jako zastupitel působil v obcích Zlatá Koruna, Přídolí a Hluboká nad Vltavou. Mezi lety 2014 a 2018 byl radním Dolního Bukovska a mezi lety 2012 a 2016 krajským zastupitelem Jihočeského kraje.

## Lesnictví a myslivost
Oboru lesnictví a myslivost se věnuje převážně v praxi. Mimo působení v LČR,s.p. je soudním znalcem v posuzování lesních i ostatních pozemků a porostů a oceňování trofejí zvěře. Do začátku školního roku 2011-12 byl předsedou rady školy Vyšší odborné školy lesnické a Střední lesnické školy Bedřicha Schwarzenberga Písek.
Od roku 2010 vyučuje předmět myslivost na Střední odborné škole veterinární, mechanizační a zahradnické a Jazykové škole s právem státní zkoušky v Českých Budějovicích. Je předsedou správní rady Orbis Viridis, o.p.s., snažící se "originálním programem a osobním servisem zatraktivnit jižní Čechy pro odborníky i kvalitativní turismus." Stál u vzniku Národních mysliveckých slavností v Hluboké nad Vltavou.
Je příležitostným přispěvatelem odborných periodik jako Lesnická práce a Myslivost.
Jeho dlouholetým zájmem na pomezí jeho odbornosti a veřejného života je výchova k dobrému vztahu k přírodě na jedné straně a umožnění vstupu do přírody široké veřejnosti na straně druhé. Za tímto účelem pořádal od roku 2002 dětské "Dny s LČR" pro žáky základních škol a navázal spolupráci s Mateřskou školou, základní školou a střední školou pro sluchově postižené v Českých Budějovicích.

## Osobní život
Roku 1985 se oženil a se ženou Janou má 6 dětí a 7 vnoučat.

## Články
- Rehabilitační pobyty dětí ve Staré Oboře u Hluboké n. Vlt.
- Nebezpečný odpad u Hluboké nad Vltavou[nedostupný zdroj]
- DAROVAT ŽIVOT
- Chov jelení zvěře v Poněšické oboře

## Vystoupení v TV
- Tisíc let české myslivosti: Poněšická obora